# 戈恩斯多夫
戈恩斯多夫（德語：Gornsdorf）是德国萨克森州的市镇，隶属于厄尔士山县。总面积为4.19平方千米，截至2023年12月31日总人口为1,880人。